# Pont dels Vendeans
 El pont dels Vendéans, també anomenat pont Pontlieue completat a Le Mans durant el segle xi, és un pont de pedra que creua l'Huisne. Certament va ser refet per determinament de Touche. És particularment famós per haver estat minat per les tropes de Le Mans durant la Revolta de La Vendée.
El pont va ser així destruït abans de l'arribada dels vendeans a la ciutat, just abans de la massacre de la batalla de Le Mans. Les restes del pont es van conservar i encara avui són visibles i accessibles com a parc públic, molt a prop del passeig de Newton. Posteriorment, es va construir un nou pont a cent metres de l'antic pont, és el nou pont de Pontlieue.
Aquests dos ponts es troben al districte de Pontlieue, un intercanviador i un important punt de pas per a la ciutat de Le Mans. L'antic pont va ser durant molt de temps l'únic disponible per creuar l'Huisne al sud de la ciutat. El nom de Pontlieue provenia del fet que la ciutat estava situada a una lliga del convent de la costura. El camí pel pont era inicialment religiós. La possible travessia del riu per Sant Martí és el punt de partida. L'església de la Missió o església de Santa Joana d'Arc, situada a pocs quilòmetres al nord, va ser construïda al segle xii sota l'egida dels Plantagenets, després de la mort de Thomas Becket. Va ser molt visitat pels pelegrins, ja que era un hospital de Déu. Per arribar-hi, els pelegrins sempre prenien el Pont dels Vendeans. Més tard, el mite volia que es trobés en aquest lloc precís, molt a prop de l'antic pont de Pontlieue, que l'escriptor Paul Scarron va quedar paralitzat, després d'haver-se quedat massa temps en aigua gelada. Aquesta història l'explica l'escriptor Simon Chardon de La Rochette.
Als voltants, especialment a la riba del Huisne, es van crear noves residències durant la dècada de 1990. El 1990 es van iniciar grans obres de renovació amb el nom de Pontlieue 2000. El Pont des Vendeans continua sent una icona de la història de Le Mans, igual que els Quinconces des Jacobins o la Place de la République. Aquest edifici segueix sent menys conegut que els dos llocs esmentats anteriorment, sobretot perquè cap obra va immortalitzar la destrucció del pont. Per contra, Jean Sorieul va pintar la batalla de Le Mans a la plaça de la República. Però el pont encara va inspirar diversos pintors de Le Mans, començant per Louis Moullin i Saint-Elme-Champ. Moltes de les seves representacions artístiques es troben al Musée de la Reine Bérengère dels Mans.